# Relaciones Francia-México
Las naciones de Francia y México establecieron relaciones diplomáticas en 1830. Inicialmente, las relaciones entre ambas naciones eran inestables como resultado de la primera y la segunda intervención francesa en México. Durante la Segunda Guerra Mundial México no reconoció a la Francia de Vichy, sino que mantuvo relaciones diplomáticas con el gobierno francés en el exilio en Londres. Las relaciones diplomáticas fueron restablecidas entre ambas naciones al final de la guerra en 1945 y han continuado sin cesar desde entonces.
Ambas naciones son miembros de las grandes economías del G-20, las Naciones Unidas y la Organización para la Cooperación y el Desarrollo Económicos.

## Historia

### 1821-1860

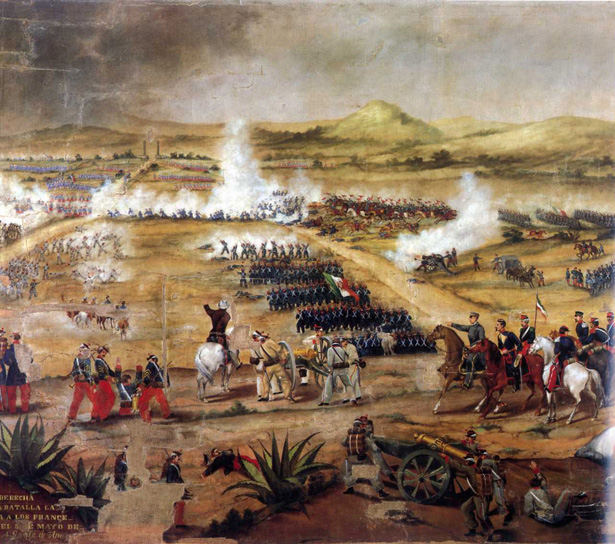
Pintura que representa la batalla de Puebla en 1862, situada en el Museo Nacional de las Intervenciones.

En 1821, poco después de obtener la independencia de España, el emperador Agustín de Iturbide de México envió a su ministro de relaciones exteriores a la corte del rey Luis XVIII de Francia para pedir el reconocimiento de la nueva nación independiente. Sin embargo, el rey Luis XVIII se negó a reconocer a México por su alianza con España. El 26 de noviembre de 1826, Francia propuso resolver el problema del reconocimiento estableciendo relaciones comerciales con una empresa mexicana, iniciando así relaciones no oficiales con México. No fue hasta septiembre de 1830 que Francia reconoció y estableció relaciones diplomáticas con México después de la abdicación forzada del rey Carlos X de Francia y la eliminación de la Casa de Borbón del poder. Ese mismo año, ambas naciones abrieron legaciones diplomáticas residentes en las capitales de cada país, respectivamente. En 1835, Francia comprendía un 17.3% del total de importaciones mexicanas, estos comprendían monopolios de artículos de moda, vestidos, y artículos de lujo variados.
Durante los primeros años de sus relaciones diplomáticas, Francia y México no siempre fueron amistosos, particularmente con el comienzo de la Guerra de los Pasteles (noviembre 1838 - marzo 1839), conocida también como la Primera intervención francesa en México, donde Francia invadió México para recaudar compensaciones por bienes dañados y / o saqueados por las fuerzas mexicanas. Durante la guerra, Francia (con la ayuda de los Estados Unidos) bloqueó los puertos mexicanos, perjudicando así la economía. Tres meses más tarde, México acordó pagar a Francia 600.000 pesos en compensación.

### 1861-1867
En diciembre de 1861, el emperador francés Napoleón III Bonaparte invadió México con el pretexto de que México se había negado a pagar su deuda externa, aunque en retrospectiva el emperador Napoleón III quería expandir su imperio en América Latina y esto se hizo conocido como la Segunda intervención francesa en México. Después de una exitosa invasión francesa de México, el emperador Napoléon III instaló a su primo austriaco, Maximiliano I de México de la Casa de Habsburgo, como emperador de México en 1864.
Durante varios años, los rebeldes mexicanos bajo el liderazgo del presidente Benito Juárez lucharon contra las tropas francesas y realistas. Una vez que la Unión estadounidense ganó la Guerra de Secesión en la primavera de 1865, los Estados Unidos permitieron a los partidarios de Juárez comprar abiertamente armas y municiones y emitieron advertencias a París. Estados Unidos envió al General William Tecumseh Sherman con 50.000 veteranos de combate a la frontera mexicana para enfatizar que el tiempo se había agotado con la intervención francesa. El emperador Napoleón III no tuvo más remedio que retirar su ejército en desgracia. El emperador mexicano Maximiliano I rechazó el exilio y fue ejecutado por el gobierno mexicano en 1867 en la ciudad de Querétaro, poniendo así fin al Segundo Imperio Mexicano.
Los acontecimientos de 1860 se conmemoran en Francia y México hasta el día de hoy. En México, el Cinco de Mayo conmemora la victoria de los mexicanos sobre las tropas francesas en la Batalla de Puebla (5 de mayo de 1862). La derrota de los franceses - la destrucción de la pequeña pero heroica fuerza de la Legión Extranjera Francesa en la Batalla de Camarón (30 de abril de 1863) - es conmemorada anualmente por la Legión Extranjera Francesa como el Día de Camerone.

### 1867-1900
En 1880, durante el mandato del presidente mexicano Porfirio Díaz, se re-establecieron relaciones diplomáticas entre México y Francia, debido a una búsqueda por México de disminuir su dependencia económica con los Estados Unidos, y una presión por comerciantes franceses. Siendo los primeros plenipotenciarios asignados simultáneamente el 5 de octubre de 1880, con Emilio Velasco como representante de México, y el barón Boissy d'Anglas como representante de Francia.
En 1882, se crea el Banco nacional mexicano con un capital mixto, pero de mayoría francés, esta inversión fue llevada a cabo principalmente por negociaciones entre Emilio Velasco con directores del Banco Franco-Egipcio.

### SigloXX

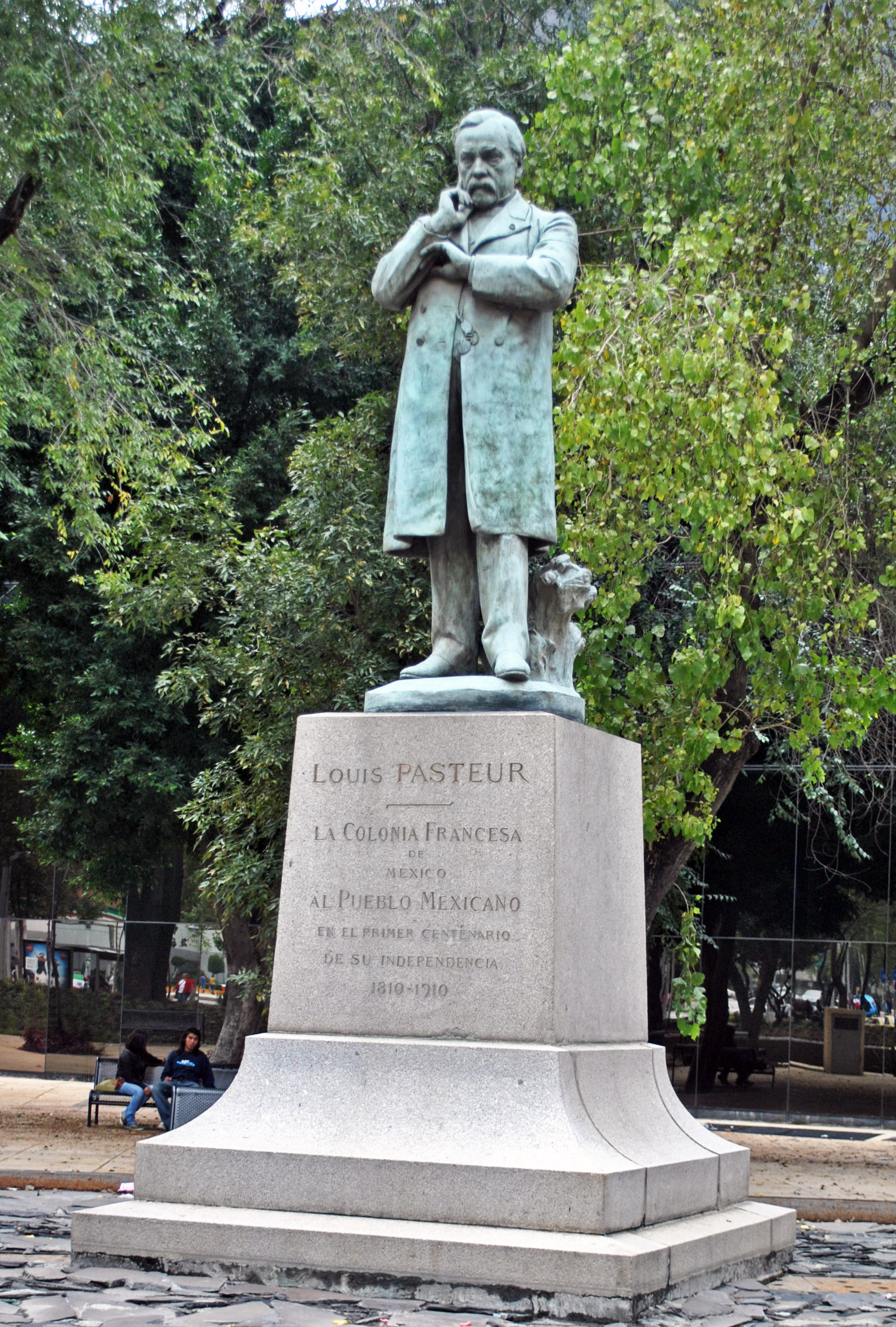
Escultura de Louis Pasteur donada por la comunidad mexicana francesa de la Ciudad de México en la celebración del centenario de la Independencia mexicana.

En 1905 el principal acreedor del estado mexicano fue el ahorro francés, "Los inversionistas franceses colocaron fondos especialmente en los bancos mexicanos, tanto nacionales como regionales, y en valores de las empresas industriales.", también fue abierta la Bolsa de París a títulos mexicanos, finalmente  se realizó una conversión de la deuda mexicana para 1910.
En 1911, el presidente mexicano Porfirio Díaz, un ex-general que luchó contra los franceses durante la Segunda intervención francesa en México y un francófilo, dejó México para exiliarse en París, donde murió en 1915 y está enterrado en el Cementerio de Montparnasse.
En diciembre de 1926, el gobierno mexicano compró propiedades en la Avenida del Presidente Wilson y en la Rue de Longchamp, que ahora son la actual residencia y embajada de México en París. En 1940, durante la Segunda Guerra Mundial, México abrió un consulado en Marsella para representar a México en la Francia de Vichy y fue dirigido por Gilberto Bosques Saldívar. Como cónsul, Bosques Saldívar emitió aproximadamente 40.000 visas y la mayoría a judíos y a republicanos españoles que huían a México. En 1943, Bosques, su familia y 40 miembros del personal consular fueron arrestados por la Gestapo y detenidos en un hotel-prisión en Alemania durante un año antes de ser liberados en 1944.
En 1942 México rompió relaciones diplomáticas con el gobierno Vichy de Francia y mantuvo relaciones diplomáticas con el gobierno francés en el exilio (también conocido como "Francia libre") conducido por el general Charles de Gaulle en Londres. Las relaciones diplomáticas fueron restablecidas entre ambas naciones al final de la guerra en Europa, en 1944. En marzo de 1963 el presidente Adolfo López Mateos se convirtió en el primer mandatario mexicano que visitó Francia, donde se reunió con el presidente francés Charles de Gaulle y el primer ministro Georges Pompidou. Un año después (en marzo de 1964) el presidente Charles de Gaulle visitó la Ciudad de México. En 1973 en medio de una gira tricontinental el presidente Luis Echeverría se reunió con el presidente francés Georges Pompidou en el Palacio del Elíseo.

### SigloXXI
En diciembre de 2005, una ciudadana francesa de nombre Florence Cassez fue detenida en México y acusada de secuestro, crimen organizado y posesión de armas de fuego. Fue declarada culpable por un tribunal mexicano y sentenciada a 60 años de prisión. Cassez siempre sostuvo su inocencia, lo cual inició una disputa diplomática entre Francia y México. El presidente francés Nicolas Sarkozy pidió al gobierno mexicano que permitiera a Cassez cumplir su condena en Francia, pero las solicitudes fueron denegadas.
En 2009, México canceló su participación en la celebración "El año de México en Francia" lo cual constituía de 350 eventos, películas y simposio planeado, porque el presidente francés Sarkozy declaró que el evento iba a ser dedicado a Cassez, y cada individuo Evento tendría algún tipo de recuerdo de la francesa.
Varios países latinoamericanos, entre ellos México, han sido acusados de refugiar a miembros de la organización terrorista ETA buscados en España y Francia, siendo Canadá y Estados Unidos los únicos países americanos que clasificaron esta organización como grupo terrorista.
En enero de 2013, la Suprema Corte de Justicia de la Nación de México ordenó su liberación y Cassez voló de inmediato a Francia. Desde su liberación, Francia se comprometió a ayudar a México en la creación de una Gendarmería en México a petición del presidente Enrique Peña Nieto.
El 6 de julio de 2017, el presidente Enrique Peña Nieto y el presidente francés, Emmanuel Macron, se reunieron en París, antes de la Cumbre del G-20 que se celebró en Hamburgo, Alemania. En dicho encuentro los mandatarios intercambiaron sus puntos de vista sobre el comercio, el multilateralismo, la lucha contra el terrorismo y el cambio climático.
En julio de 2021, el canciller mexicano Marcelo Ebrard realizó una visita a Francia y se reunió con su homólogo Jean-Yves Le Drian y con el presidente Emmanuel Macron. Durante la visita, ambas naciones discutieron la pandemia del COVID-19 y ambas naciones firmaron una Declaración de Intención sobre el fortalecimiento de la cooperación contra el tráfico ilícito de bienes culturales, a fin de identificar mecanismos de protección y freno al tráfico y pillaje de bienes culturales extraídos ilícitamente de México y posteriormente comercializados.

## Visitas de alto nivel

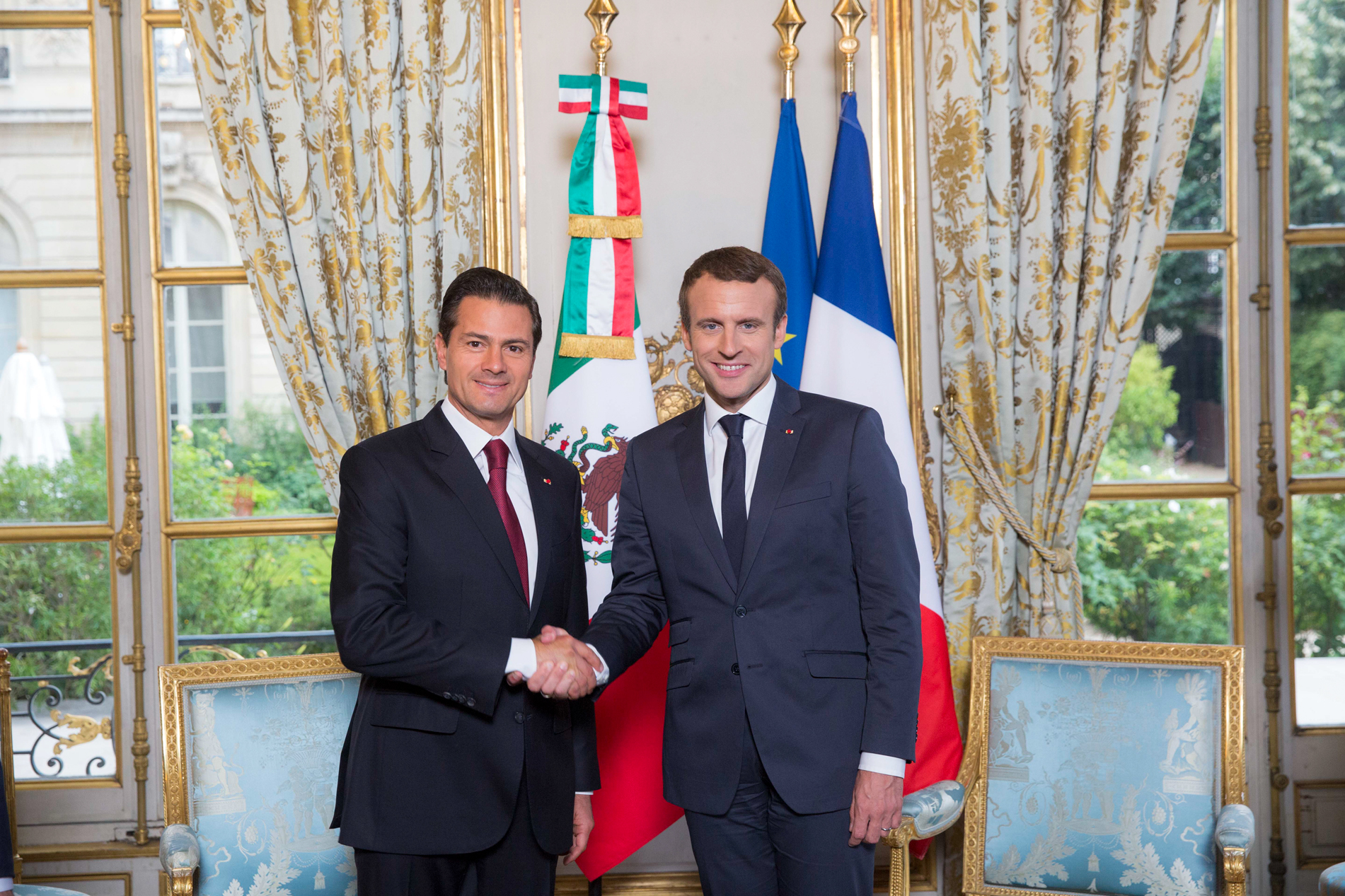
El presidente mexicano Enrique Peña Nieto y el presidente francés Emmanuel Macron en París, 2017.

Visitas de alto nivel de Francia a México
- Presidente Charles de Gaulle (1964)
- Presidente Valéry Giscard d'Estaing (1979)
- Presidente François Mitterrand (1981)
- Presidente Jacques Chirac (1998, 2002, 2004)
- Presidente Nicolas Sarkozy (2009)
- Presidente François Hollande (2012, 2014)

Visitas de alto nivel de México a Francia
- Presidente Adolfo López Mateos (1963)
- Presidente Luis Echeverría Álvarez (1973)
- Presidente José López Portillo (1980)
- Presidente Miguel de la Madrid Hurtado (1985)
- Presidente Carlos Salinas de Gortari (1989, 1992)
- Presidente Ernesto Zedillo (1997)
- Presidente Vicente Fox (2001, mayo y noviembre de 2002, 2003)
- Presidente Felipe Calderón Hinojosa (2007, 2011)
- Presidente Enrique Peña Nieto (julio y noviembre de 2015, julio y diciembre de 2017)

El presidente José López Portillo y el presidente François Mitterrand asistiendo a la Cumbre Norte-Sur en Cancún; 1981.
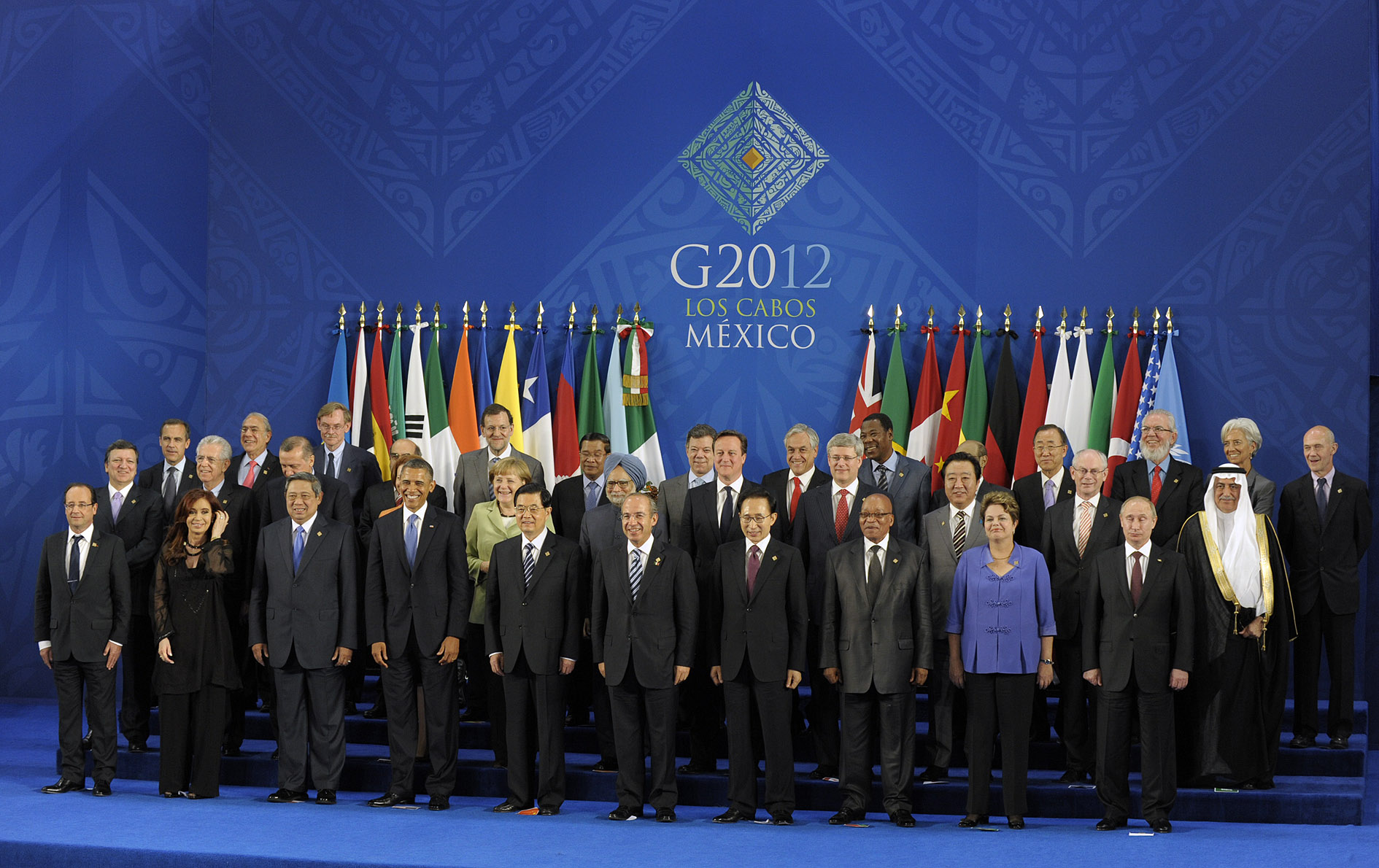
El presidente Felipe Calderón y el presidente François Hollande en Los Cabos; 2012.
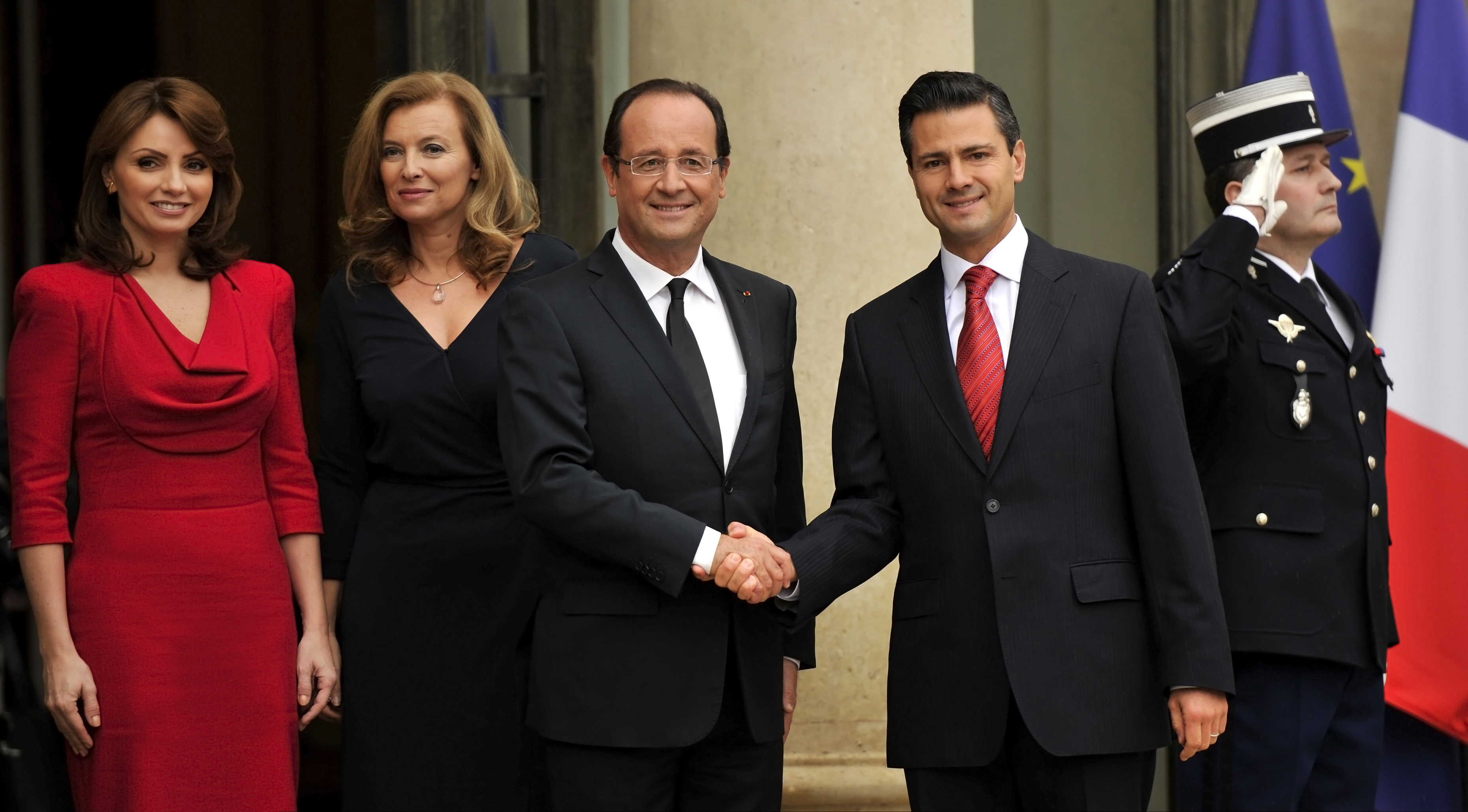
El presidente François Hollande junto con el presidente Enrique Peña Nieto en París; 2012.
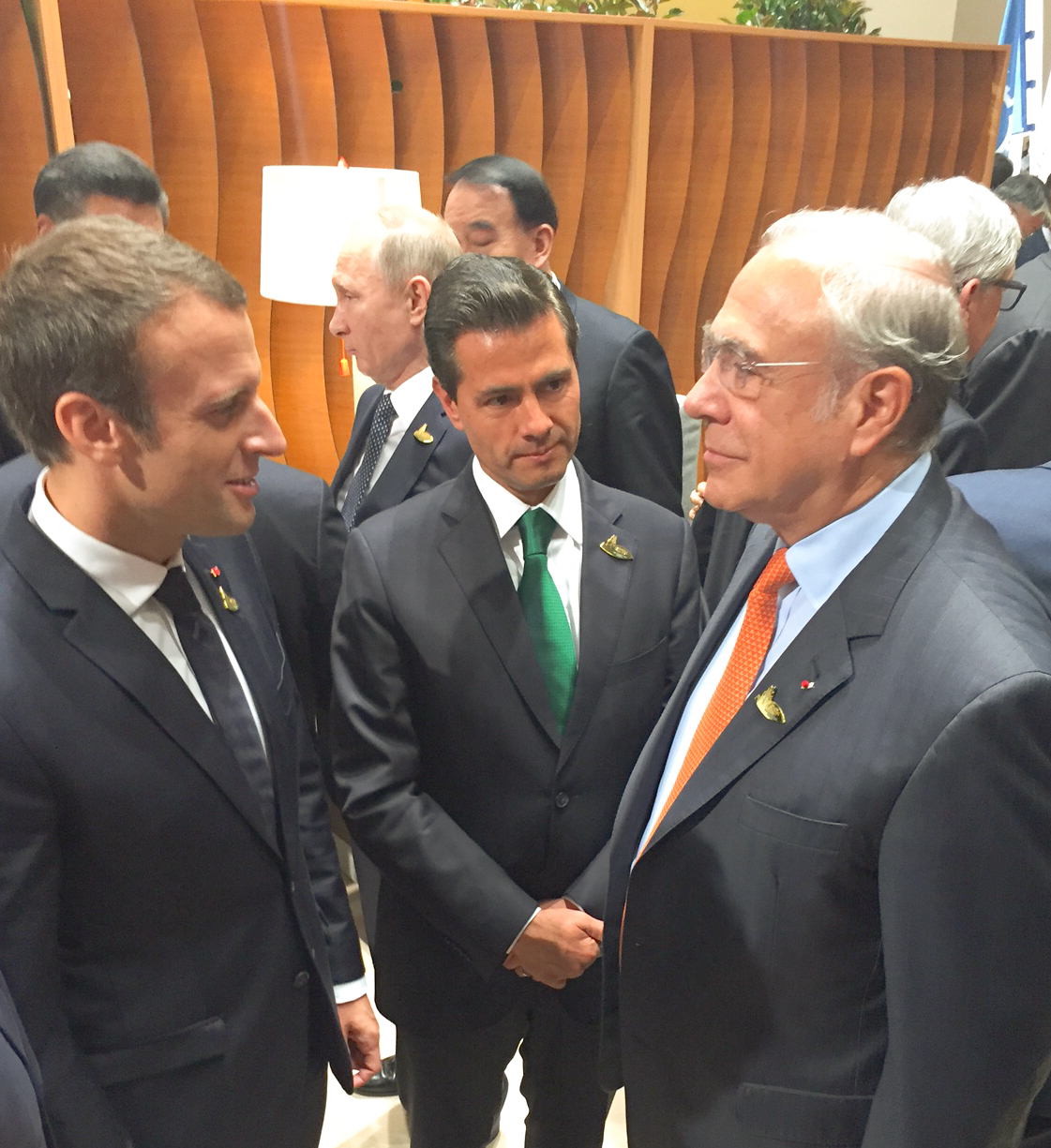
Los presidentes Emmanuel Macron y Enrique Peña Nieto y el secretario general de la OCDE, José Ángel Gurría, en la cumbre del G-20 de 2017 en Hamburgo, Alemania.

## Acuerdos bilaterales
Ambas naciones han firmado varios acuerdos bilaterales, como un Acuerdo sobre la Nación Favorable (1827); Acuerdo sobre Amistad, Comercio y Navegación (1886); Acuerdo sobre la protección de los derechos de autor (1950); Acuerdo comercial (1951); Acuerdo sobre transporte aéreo (1952); Acuerdo de Cooperación Científica y Técnica (1965); Acuerdo de Cooperación Económica (1981); Acuerdo de Cooperación entre Pemex y Total S.A. (1981); Declaración Franco-Mexicana sobre la Violencia Política en El Salvador (1981); Acuerdo sobre Working holiday visa (2011); Acuerdo de cooperación en los usos pacíficos de la energía nuclear (2015); Acuerdo sobre la Seguridad Social (2015); Acuerdo de Reconocimiento Académico Mutuo (2015); Acuerdo aeronáutico (2015) y un Acuerdo de cooperación entre universidades francesas y mexicanas (2015).

## Turismo y transporte
En 2022, 258,000 ciudadanos franceses visitaron México por turismo. Ese mismo año, 500,000 ciudadanos mexicanos visitaron Francia por turismo. Actualmente existen vuelos directos entre Francia y México con las siguientes aerolíneas: Aeroméxico, Air Caraïbes y Air France.

## Disputas territoriales
Francia y México no comparten actualmente una frontera terrestre, aunque la Luisiana francesa del siglo XVIII hacía frontera con la Nueva España.
La tierra más cercana a la isla francesa de Clipperton es México, y los dos países disputaron la propiedad de la isla por varias décadas, hasta que el arbitraje internacional finalmente la adjudicó a Francia en 1931.

## Relaciones comerciales
En 1997, México firmó un Tratado de Libre Comercio con la Unión Europea (la cual también incluye a Francia). En 2023, el comercio bilateral entre Francia y México ascendió a $5.6 mil millones de dólares. Las principales exportaciones de Francia a México incluyen: turborreactores o turbopropulsores; mercancías para el ensamble o fabricación de aeronaves; mercancías destinadas a la reparación o mantenimiento de naves aéreas o aeropartes; y medicamentos constituidos por productos mezclados o sin mezclar. Las principales exportaciones de México a Francia incluyen: aparatos para la recepción, conversión y trasmisión o regeneración de voz, imagen u otros datos; unidades de control o adaptadores; unidades de proceso; jeringas de vidrio o de plástico; y unidades de proceso digitales. Más de 550 compañías francesas operan en México y varias compañías multinacionales mexicanas operan en Francia.

## Misiones diplomáticas residentes
- Francia tiene una embajada y un consulado-general en la Ciudad de México y un consulado-general en Monterrey.[21]
- México tiene una embajada y consulado-general en París y una oficina de enlace en Estrasburgo.[22]

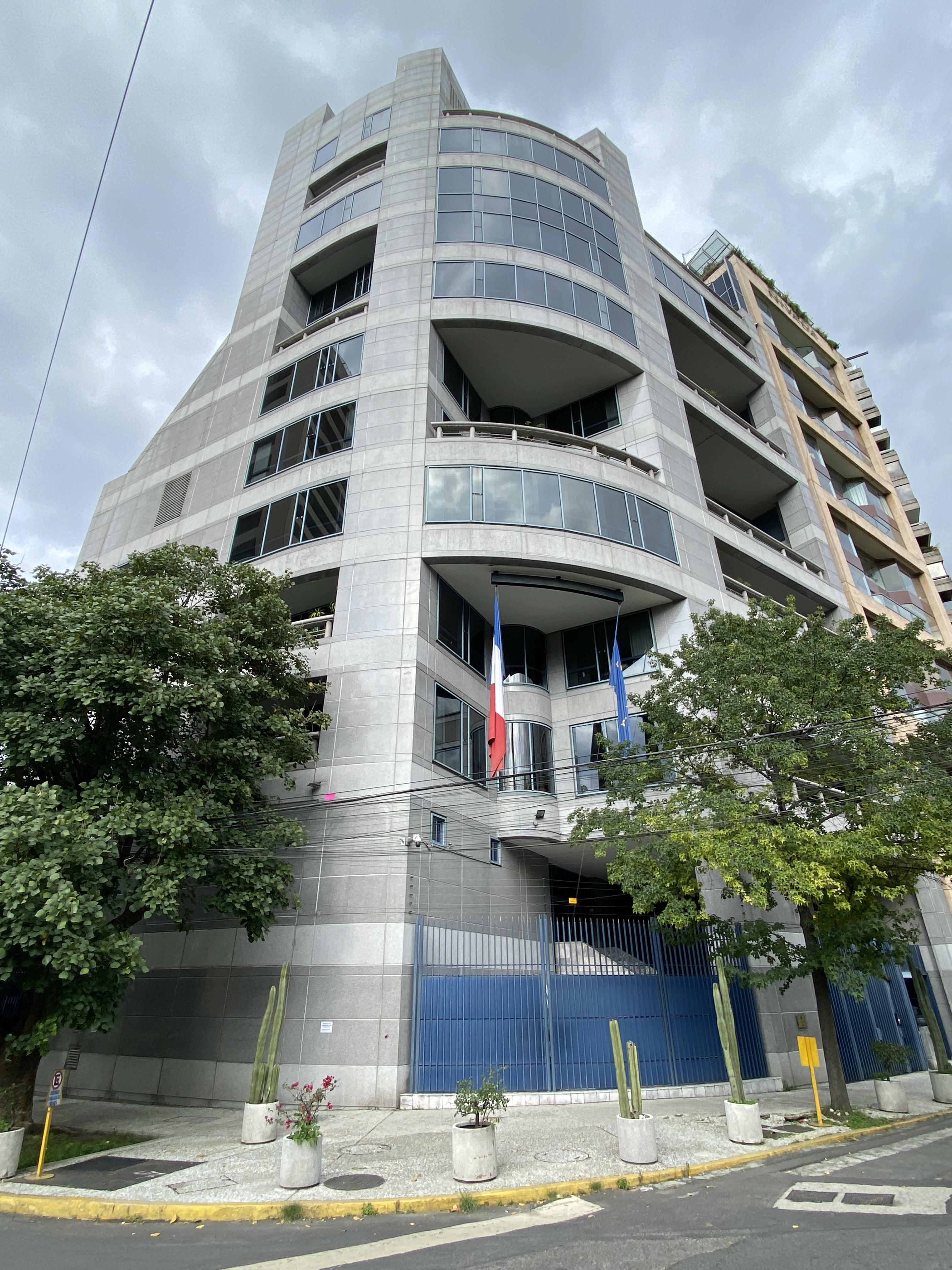
Embajada de Francia en la Ciudad de México
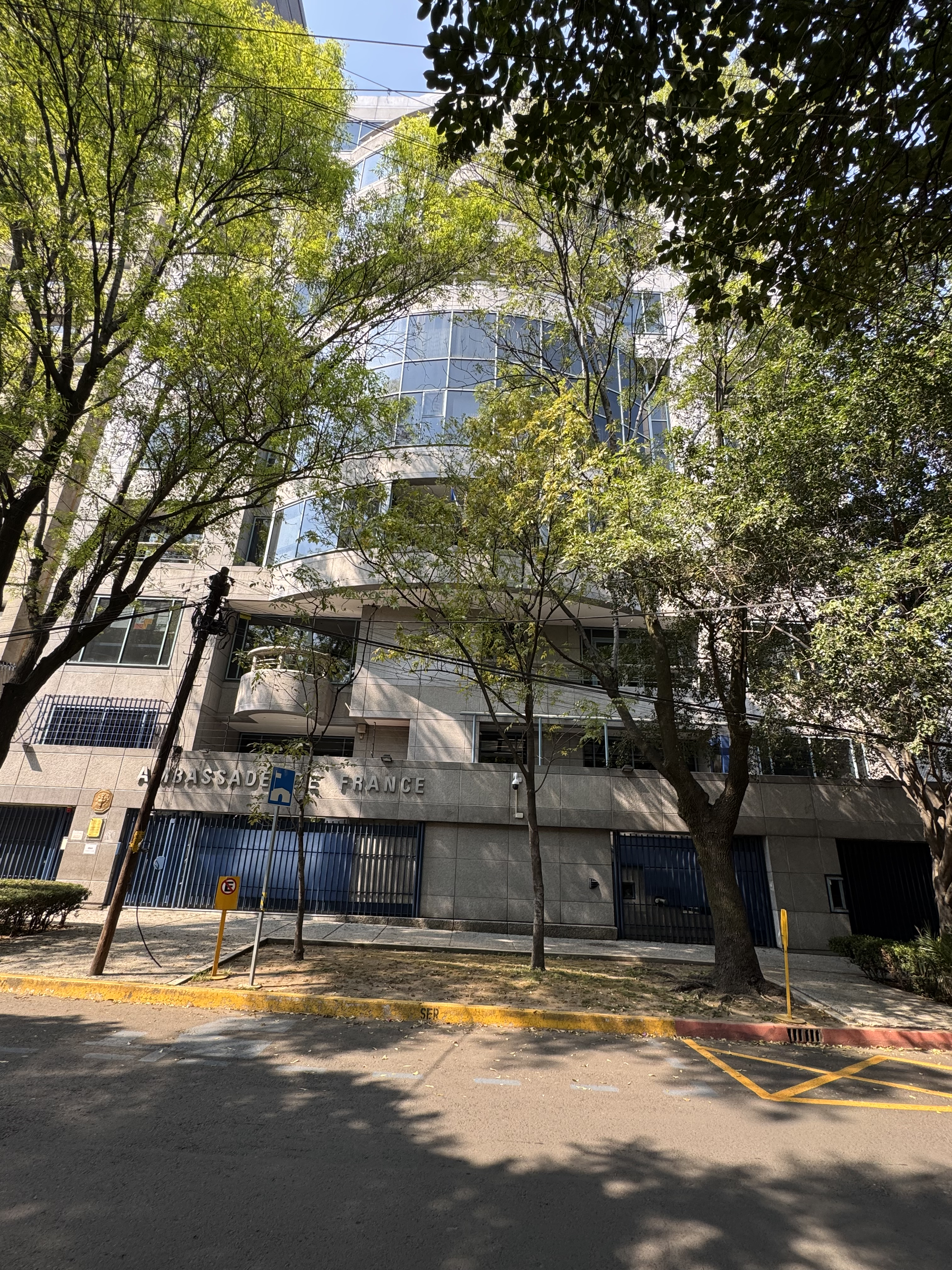
Consulado-General de Francia en la Ciudad de México
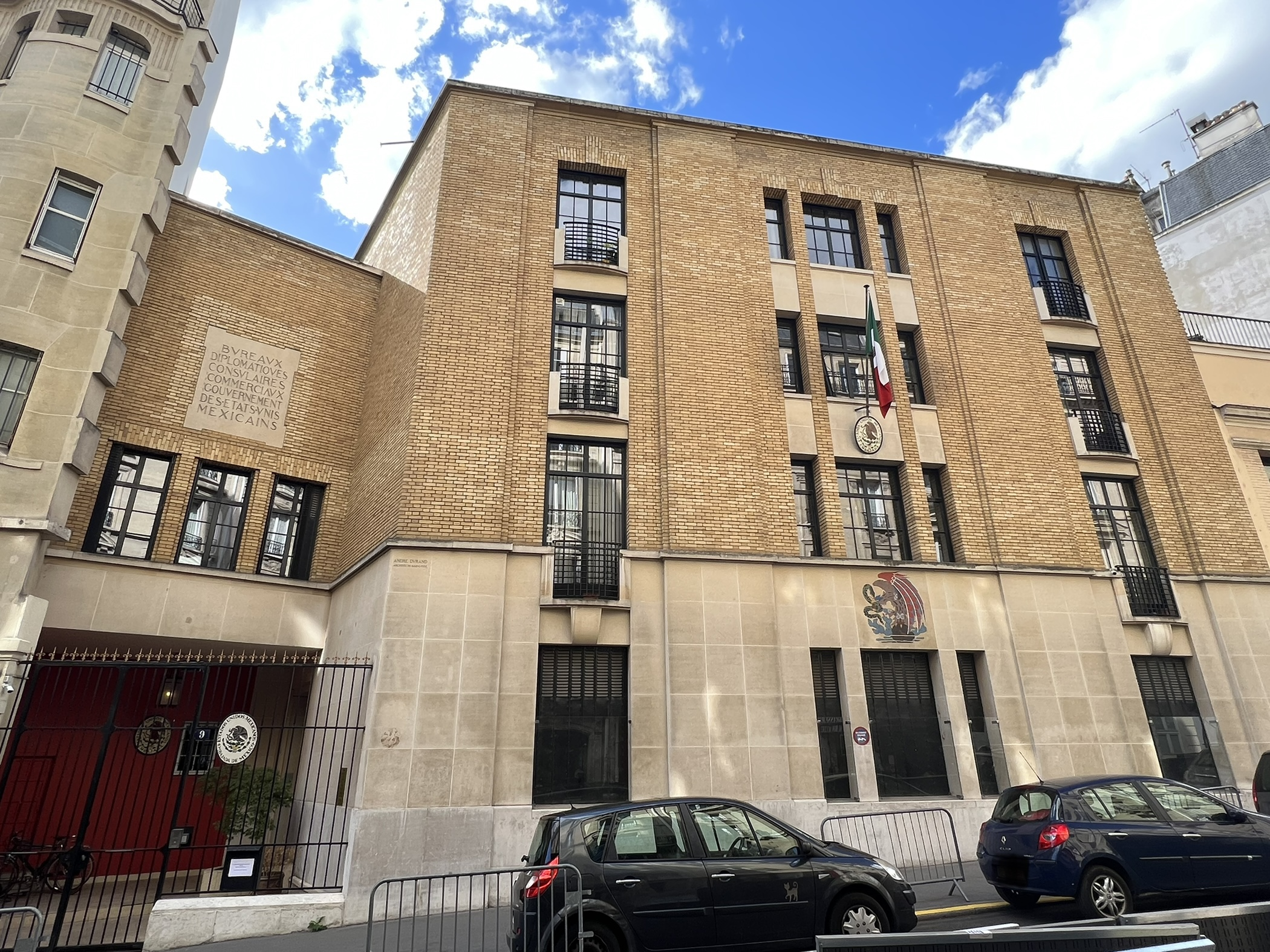
Embajada de México en París
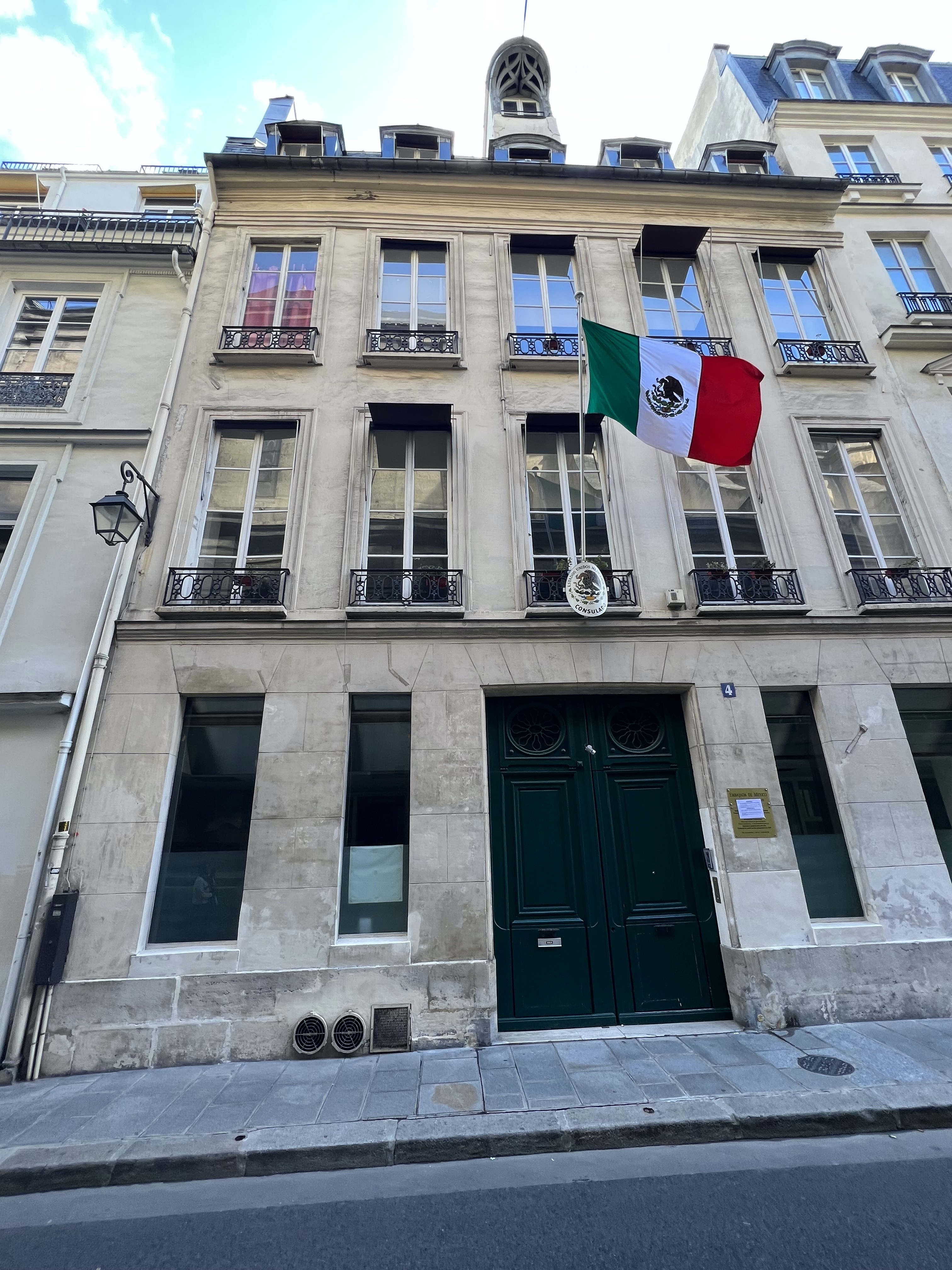
Consulado-General de México en París